# Iglesia Luterana Mexicana
Iglesia Luterana Mexicana (ILM) är ett lutherskt trossamfund i Mexiko med 1 500 medlemmar, bildat 1957 som en avknoppning från American Lutheran Church. Samma år blev ILM medlem av Lutherska världsförbundet. 
ILM tillhör även Latin American Council of Churches.
ILM har ett teologiskt seminarium, Seminario Luterano Augsburgo (SEMLA) i Mexico City. Skolan samarbetar även med Sínodo Luterano de México och är en del av Theological Community of Mexico, en grupp protestantiska högskolor i Mexico City. 
ILM:s nuvarande ledare heter Daniel Trejo Coria.
Kyrkans huvudkontor är beläget i Guadalajara.